# Petter Adolf Karsten
Petter Adolf Karsten, född 16 februari 1834 i Merimasku, död 22 mars 1917 på Forssa vid Mustiala, var en finländsk botaniker.
Karsten blev student vid Helsingfors universitet 1856, fysisk-matematisk kandidat 1857 och licentiat 1860. Han var 1864-1908 lektor vid Mustiala lantbruksinstitut. I en mängd skrifter gav han högt skattade bidrag till utredande av Finlands, Skandinaviens och Rysslands svampflora. Hans stora svampsamling inköptes av Helsingfors universitet. År 1900 erhöll han extra ordinarie professors namn.
Den mykologiska tidskriften Karstenia, som utges av Finlands mykologiska sällskap, är uppkallad efter Karsten.
Auktorsnamnet P.Karst. kan användas för Petter Adolf Karsten i samband med ett vetenskapligt namn inom botaniken; se Wikipediaartiklar som länkar till auktorsnamnet.